# Gymnothorax ocellatus
Gymnothorax ocellatus är en fiskart som beskrevs av Agassiz, 1831. Gymnothorax ocellatus ingår i släktet Gymnothorax och familjen Muraenidae. Inga underarter finns listade i Catalogue of Life.